# Tabú (canción)
«Tabú» es una canción del grupo chileno Mamma Soul, la canción grabada especialmente para promocionar la teleserie nocturna Mujeres de lujo de Chilevisión.

## Información general
La canción marca el regreso de la agrupación Mamma Soul, exitosa en el primer cuarto de la década con el álbum Fé y sencillos como "Fé" y "Eternamente". El tema fue grabado especialmente como tema central de la producción dramática marca, tal y como anteriormente ocurrió con "Incomprendido" de Croni-K con Yei y Eva Gómez para Mala conducta y "Arráncame la Vida" de Nicole para Sin anestesia.
"Tabú" fue lanzada 1 semana antes del estreno de la teleserie y sólo para radios, una semana después la canción debutaba en la posición número 89, con una moderada rotación radial y sin poseer descargas digitales, después de 2 semanas la canción regresa en la casilla número 48, convirtiéndose en el regreso-debut más importante de la semana, y sólo generado a partir del impacto radial generado por el éxito de la primera semana de estreno de la teserie Mujeres de lujo.